# Libertad (Misamis Oriental)
Libertad é um município de  quinta classe de renda municipal (d) na província Misamis Oriental, nas Filipinas. De acordo com o censo de 1 de maio  de  2020 possui uma população de 12 948 pessoas e 3 030 domicílios.